# Suså Kommune
| Strukturdaten       | Strukturdaten   |
| ------------------- | --------------- |
| Sitz der Verwaltung | Glumsø          |
| Fläche              | 144,84 km²      |
| Einwohner           | 8.762 (2006)    |
| Kommune seit 2007   | Næstved Kommune |

Suså Kommune war bis Dezember 2006 eine dänische Kommune im damaligen Storstrøms Amt auf der Insel Seeland. Seit Januar 2007 ist sie zusammen mit der “alten” Næstved Kommune, der Fuglebjerg Kommune, der Fladså Kommune und der Holmegaard Kommune Teil der neuen Næstved Kommune.